# Le Flic de Miami
Pour plus de détails, voir Fiche technique et Distribution.
Le Flic de Miami (Miami Blues) est un film américain réalisé par George Armitage, sorti en 1990, avec Alec Baldwin, Fred Ward, Jennifer Jason Leigh et Charles Napier dans les rôles principaux. Il s'agit d'une adaptation du roman policier Miami Blues de l'écrivain américain Charles Willeford.

## Synopsis
L'ex détenu et voleur professionnel Frederick J. Frenger Jr. (Alec Baldwin) s'installe à Miami. Il y fait la rencontre de  Susie Waggoner (Jennifer Jason Leigh), une ancienne prostituée. À l'aéroport, Frenger dérobe le badge et le pistolet du sergent Hoke Moseley (Fred Ward). Il se fait alors passer pour un policier de la ville pour commettre ses méfaits. Furieux, Moseley se lance à sa poursuite.

## Fiche technique
- Titre : Le Flic de Miami
- Titre original : Miami Blues
- Réalisation : George Armitage
- Scénario : George Armitage d'après le roman Miami Blues de Charles Willeford
- Photographie : Tak Fujimoto
- Montage : Craig McKay
- Musique : Gary Chang
- Production : Fred Ward, Ronald M. Bozman, Kenneth Utt, Jonathan Demme, Gary Goetzman, William Horberg et Edward Saxon
- Société de production : Orion Pictures
- Pays d'origine :  États-Unis
- Langue originale : anglais
- Genre : Policier et néo-noir[1]
- Durée : 97 minutes
- Date de sortie :
  - États-Unis : 20 avril 1990
  - France : 24 juillet 1991

## Distribution
- Alec Baldwin (VF : Pascal Renwick) : Frederick J. Frenger Jr.
- Jennifer Jason Leigh (VF : Kelvin Dumour) : Susie Waggoner
- Fred Ward (VF : Marc de Georgi) : Sergent. Hoke Moseley
- Charles Napier (VF : Jacques Richard) : Sergent Bill Henderson
- Nora Dunn (VF : Anne Kerylen) : Ellita Sanchez
- Obba Babatundé (VF : Mostéfa Stiti) : Blink Willie
- José Pérez (en) : Pablo
- Paul Gleason (VF : Bernard Tixier) : Sergent Frank Lackley
- Martine Beswick
- Buddy Joe Hooker
- Shirley Stoler
- Julie Caitlin Brown
- Bobo Lewis (en)
- Kenneth Utt
- Gary Goetzman
- Edward Saxon

## Autour du film
- Il s'agit d'une adaptation du roman policier Miami Blues de l'écrivain américain Charles Willeford initialement publié aux États-Unis en 1984. Ce titre a été traduit en France en 1989 sous son titre américain par la maison d'édition Rivages dans sa collection Rivages/Thriller et  réédité dans la collection Rivages/Noir en 1991.
- Une partie de ce film a été tournée dans la ville de Miami et dans le comté de Miami-Dade en Floride.
- Parmi d'autres artistes, on retrouve sur la bande-son du film des morceaux de Norman Greenbaum, Freddie McGregor, Desmond Dekker, Highway 101 (en), Hollywood Rose ou des The Forester Sisters (en).

## Prix et distinctions
- Jennifer Jason Leigh reçoit deux prix de la meilleure actrice dans un second rôle pour ce film. L'un remis par l'association New York Film Critics Circle en 1990, l'autre par le Boston Society of Film Critics lors de la 11e cérémonie des Boston Society of Film Critics Awards en 1991.